# Shady Grove (metropolitana di Washington)
Shady Grove è una stazione della metropolitana di Washington, capolinea della linea rossa. Si trova a Derwood, in Maryland, nei pressi della Maryland Route 355 e della Interstate 370 e serve, oltre a Derwood, le città di Rockville e di Gaithesbourg.
È stata inaugurata il 15 dicembre 1984, contestualmente all'estensione della linea oltre la stazione Van Ness-UDC. Il 6 gennaio 1996, la stazione è stata teatro della collisione tra due treni, che ha provocato la morte di uno dei macchinisti.
La stazione è dotata di un parcheggio di scambio con 5745 posti auto, e vi fermano autobus della Maryland Transit Administration, del sistema Metrobus (gestito dalla WMATA) e del sistema Ride On.